# 조용철
조용철(趙容澈, 1961년 5월 7일 ~ )는 대한민국의 유도인이다.

## 선수 경력
천안시에서 태어나 씨름을 배워서 1974년에 천안중학교에 진학하였으나 1976년에 비봉중학교에서 유도 선수로 스카웃되었다. 1977년에 비봉고등학교를 졸업하고 1979년에 국가대표로 발탁되어 아무런 성적을 내지 못하고 있었으나, 1983년에 세계 대학생 유도 선수권 대회에서 은메달을 획득하였다. 그해 10월에 열린 미국 오픈에서 은메달을 획득하였고 1984년 1월 프랑스 오픈 대회에서 금메달을 획득하였다
1984년 로스앤젤레스 올림픽에서 헤비급 사상 최초로 동메달을 획득하였다. 1985년 서울에서 열린 세계 유도 선수권 대회에서 올림픽 챔피언 사이토 히토시와 맞붙어 금메달을 획득하였다. 이후 1986년 아시안 게임에서 사이토 히토시에게 패해 은메달에 머무르고 말았다.
1988년 서울 올림픽 개막식에서는 대한민국 선수단의 기수를 맡았다. 준결승전에서는 사이토 히토시와 다시 붙었으나 경고 반칙을 받아서 떨어지는 바람에서 동메달을 획득하였다.

## 은퇴 이후
그후 대한유도학교 조교에 승진되어 1992년 바르셀로나 올림픽에는 코치로서 참가하였고, 1996년에는 용인대학교 교수로 발탁되었으며. 2003년에는 아시아 유도 연맹 사무총장으로 선출되었다. 제38대 대한유도회 회장을 맡고 있다.